# Kobojango
Kobojango – wieś w Botswanie w dystrykcie Central. Według spisu ludności z 2011 roku wieś liczyła 2138 mieszkańców.